# Raffinerie Floridsdorf

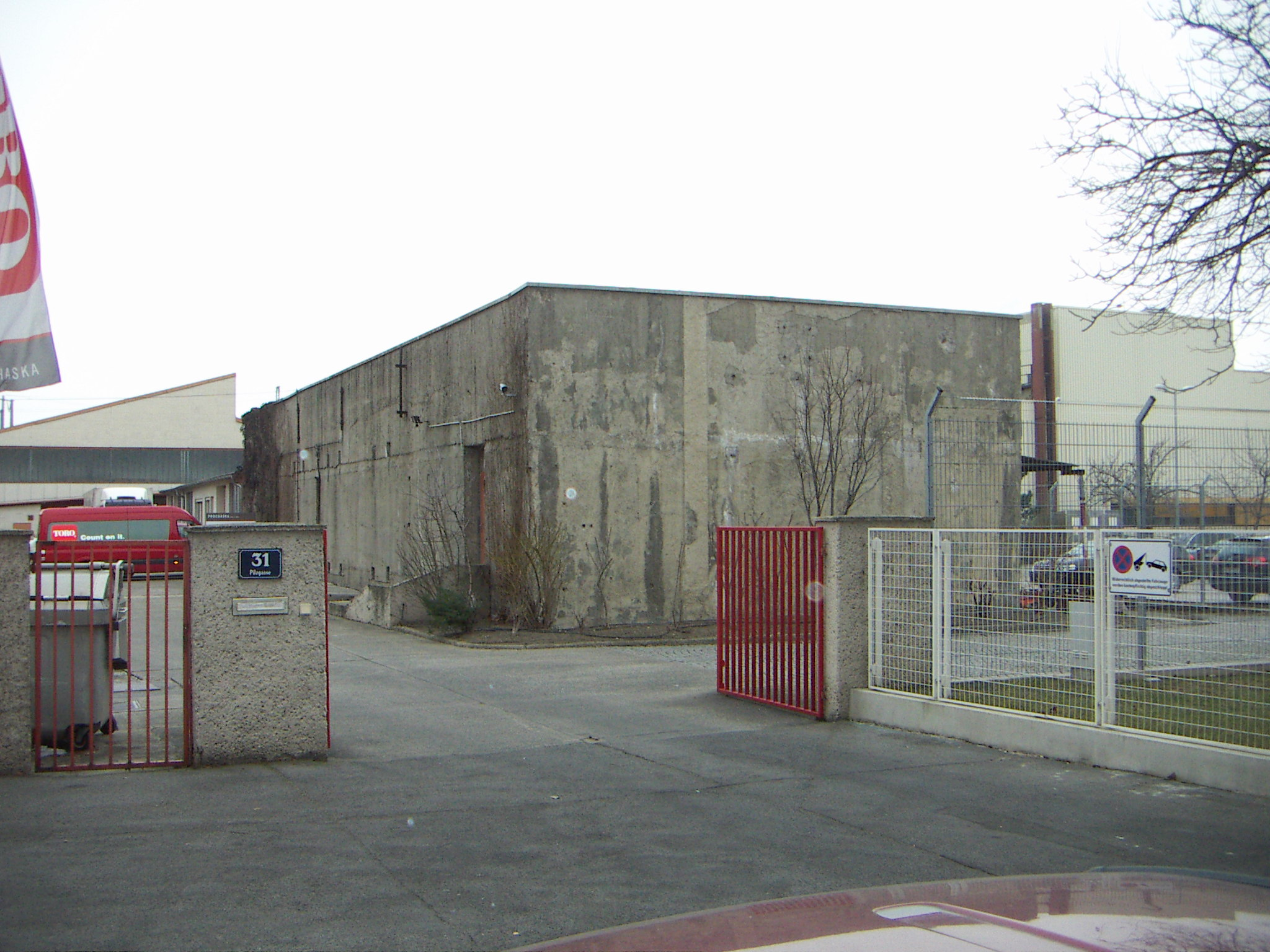
Ehemaliger Hochbunker als baulicher Restbestand

Die Raffinerie Floridsdorf war eine Erdölraffinerie im 21. Wiener Gemeindebezirk Floridsdorf. Sie zählt zu den ältesten Raffinerien Europas.

## Lage
Die Raffinerie befand sich nördlich der Leopoldauer Straße, im Bereich der Engelhorngasse, der an den Gründer erinnernden Pilzgasse und der Steinheilgasse, wo sich noch Sportanlagen der Shell Austria AG befinden.

## Geschichte
Im Jahr 1864 wurde vom Chemiker F. Pilz östlich des Floridsdorfer Bahnhofes eine Fabrik für Petroleumprodukte Pilz & Co errichtet. Die Rohstoffe, die über die Nordbahn aus Galizien angeliefert wurden, wurden zu Leuchtpetroleum, Schmiermittel, Paraffin und Kerzen verarbeitet.
Durch den Ausbau des Eisenbahnnetzes und der Einführung von Tankschiffen auf der Donau war es auch möglich, Erdöl aus Rumänien zu beziehen. Das Werk wurde später um eine Benzinraffinerie für Leichtbenzin erweitert. Das Benzin wurde als Fleckputzmittel mit dem Namen Floridsdorfer Fleckwasser vertrieben.
Vor der Jahrhundertwende wurden auch Schmieröle für Eisenbahnachsen erzeugt. Von 1913 ist ein Mitarbeiterstand von 370 überliefert. Im Ersten Weltkrieg wurde hauptsächlich kriegswichtiger Treibstoff erzeugt.
Mit Ende des Krieges fielen die Zulieferländer aus der ehemaligen österreich-ungarischen Monarchie aus, und das Werk bekam wirtschaftliche Schwierigkeiten. Erst 1923 konnte man sich wieder durch eine Zusammenarbeit mit der österreichischen Royal Dutch Shell Lieferungen aus Rumänien sichern. 1929 wurde das Werk komplett von Shell übernommen.
Als es 1933 zu einem Handelskonflikt mit Rumänien kam, wurden die Öllieferungen von dort eingestellt. Gleichzeitig mit Ausgleichslieferungen aus Venezuela, die über Triest abgewickelt wurden, konnten auch die ersten Lieferungen aus den neu erschlossenen Feldern bei Zistersdorf verarbeitet werden.
Nach dem Anschluss im Jahr 1938 wurde die Raffinerie sofort der Rhenania-Ossag, der deutschen Shell-Tochter, unterstellt. Die Kapazität wurde auf 150.000 Jahrestonnen erweitert. Ab 1940 konnte nur mehr Öl aus dem Marchfeld verarbeitet werden.
Ab 1944 gehörte das Werk bei den Bombardements ebenso wie die Raffinerien Moosbierbaum und Vösendorf zu den wichtigen Zielen. Außerdem lag es in der Nähe anderer kriegswichtiger Betriebe, wie der Lokomotivfabrik Floridsdorf und Siemens. Dementsprechend groß waren die Verluste. Trotzdem gelang es, die Produktion halbwegs aufrechtzuerhalten. Erst als auch keine Zulieferungen mehr möglich waren, kam die Produktion zum Erliegen.
Nach Kriegsende kam die Raffinerie gleich unter SMV-Verwaltung und konnte bis 1955 produzieren.
Durch den Staatsvertrag fiel sie wieder in den Besitz von Shell und wurde noch bis 1970 betrieben. Nach der Stilllegung wurde die Anlage demontiert und das Gelände an andere Industriebetriebe abgegeben, die das Gelände auch heute noch nutzen.